# Comuna Naidăș, Caraș-Severin
Naidăș (sârbă Најдаш) este o comună în județul Caraș-Severin, Banat, România, formată din satele Lescovița și Naidăș (reședința).

## Demografie
Componența etnică a comunei Naidăș
     Români (80,4%)
     Sârbi (11,33%)
     Alte etnii (0,64%)
     Necunoscută (7,63%)
Componența confesională a comunei Naidăș
     Ortodocși (67,8%)
     Ortodocși sârbi (12,61%)
     Penticostali (8,05%)
     Baptiști (3,18%)
     Alte religii (0,32%)
     Necunoscută (8,05%)
Conform recensământului efectuat în 2021, populația comunei Naidăș se ridică la 944 de locuitori, în scădere față de recensământul anterior din 2011, când fuseseră înregistrați 1.139 de locuitori. Majoritatea locuitorilor sunt români (80,4%), cu o minoritate de sârbi (11,33%), iar pentru 7,63% nu se cunoaște apartenența etnică. Din punct de vedere confesional, majoritatea locuitorilor sunt ortodocși (67,8%), cu minorități de ortodocși sârbi (12,61%), penticostali (8,05%) și baptiști (3,18%), iar pentru 8,05% nu se cunoaște apartenența confesională.

## Politică și administrație
Comuna Naidăș este administrată de un primar și un consiliu local compus din 9 consilieri. Primarul, Marius Pohanka[*], de la Partidul Social Democrat, este în funcție din octombrie 2020. Începând cu alegerile locale din 2024, consiliul local are următoarea componență pe partide politice:
|  | Partid                                      | Consilieri | Componența Consiliului | Componența Consiliului |
|  | ------------------------------------------- | ---------- | ---------------------- | ---------------------- |
|  | Partidul Social Democrat                    | 2          |                        |                        |
|  | Alianța Dreapta Unită                       | 1          |                        |                        |
|  | Partidul Verde                              | 1          |                        |                        |
|  | Partidul Puterii Umaniste                   | 1          |                        |                        |
|  | Uniunea Sârbilor din România                | 1          |                        |                        |
|  | Partidul Național Liberal                   | 1          |                        |                        |
|  | Alianța pentru Unirea Românilor             | 1          |                        |                        |
|  | Partidul Național Țărănesc Creștin Democrat | 1          |                        |                        |

## Legături externe

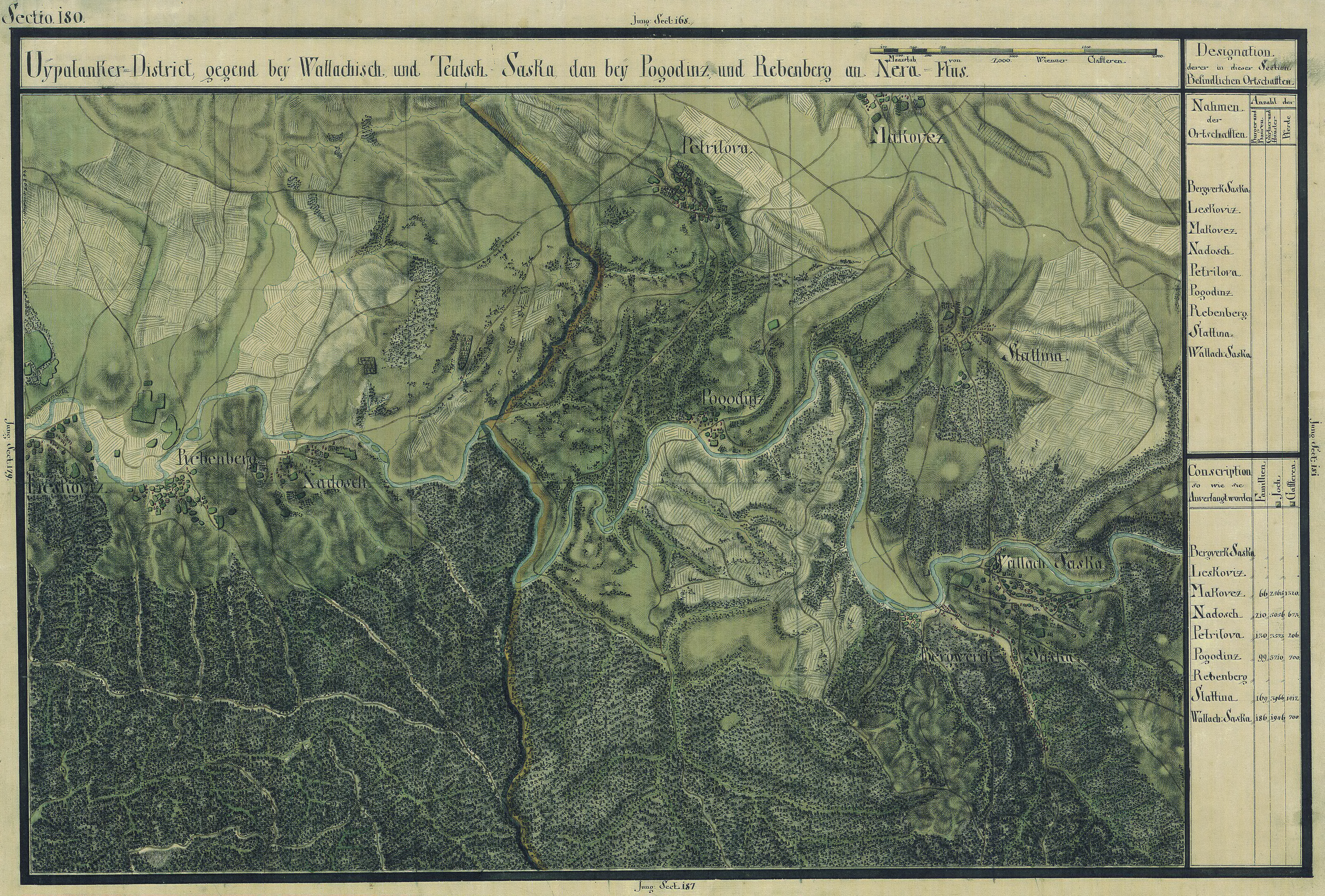
Naidăș în Harta Iosefină a Banatului, 1769-72